# Michael Manley
Michael Manley (10. december 1924 – 6. marts 1997) var Jamaicas premierminister i 1972-80 og 1989-92.
Han var søn af den tidligere premierminister Norman Manley og fætter til premierminister Hugh Shearer.